# علیرضاچای
علیرضاچای یکی از روستاهای استان آذربایجان شرقی است که در دهستان آذغان بخش مرکزی شهرستان اهر واقع شده‌است.این روستا ۲۶۹ نفر جمعیت دارد.